# Varnost na letališču
Varnost na letališču oz. pojem varnost na letališču oz. letališka varnost se nanaša na tehnike in metode, ki se uporabljajo pri zaščiti potnikov, osebja in letala, ki uporabljajo letališča. Nevarnosti na letališču so lahko naključnega izvora (nesreče), zlonamerna škoda, kriminal in druge nevarnosti.
Veliko je število ljudi, ki gredo skozi letališča vsak dan. To predstavlja potencialne tarče za terorizem in druge oblike kriminala, predvsem zaradi števila ljudi, ki se nahajajo na enem mestu. ]]. Podobno je zaradi visoke koncentracije ljudi na velikih potniških letalih možna visoka stopnja smrtnosti z napadi na letalu, in sposobnost za uporabo ugrabljenega letala kot smrtonosno orožje privlačen cilj za terorizem. Letališka varnost poskuša preprečiti grožnje ali potencialno nevarne situacije, ki nastopajo ob vstopu ali izstopu v državo. Če je varnost na letališču dobra, zmanjša možnosti za kakršne koli nevarne situacije, kot so nezakoniti vnosi nevarnih predmetov na letala, ter s tem posledično nevarnost za potnike letala ter uporabnike letališč. Kot tako, varovanje letališča služi več namenom; za zaščito letališča in države, prepričati javnost, da so varni ter varovati državo in svoje ljudi.
Monte R. Belger iz Zvezne uprave za letalstvo v ZDA ugotavlja "Cilj varovanja v letalstvu je preprečiti škodo za zrakoplove, potnike in posadko, kot tudi podpora nacionalne varnosti in boja proti terorizmu.« ]].